# ثاني أكسيد الثوريوم
ثاني أكسيد الثوريوم (بالإنجليزية: Thorium dioxide)‏ وصيغته الكيميائية ThO2، ويُعرف بالثوريا، هو مركبٌ بلوري صلب، يكون عادةً أبيضًا أو أصفرًا في اللون. يُنتج بشكل رئيسي كمركبٍ جانبي من اللانثانيدات واليورانيوم.